# شذوذ ألدر-رايلي
شذوذ ألدر-رايلي، أو شذوذ ألدر، هو شذوذ موروث في خلايا الدم البيضاء يرتبط بداء عديد السكاريد المخاطي. عندما يتم صبغ مسحات الدم ومستحضرات نخاع العظم من المرضى الذين يعانون من شذوذ ألدر-رايلي وفحصها مجهريا، يمكن رؤية حبيبات كبيرة خشنة في المتعادلات والخلايا الوحيدة والخلايا الليمفاوية. قد يتم الخلط بين هذه الحالة والتحبيب السام، وهو نوع من التحبيب غير الطبيعي في العدلات الذي يحدث بشكل عابر في الحالات الالتهابية.
بالإضافة إلى داء عديد السكاريد المخاطي، قد تحدث شذوذ ألدر-رايلي في الداء الليبوفوسيني السيرويدي العصبي، ومرض تاي-ساكس.  في حين يُنظر إلى الشذوذ عمومًا على أنه يظهر وراثة جسمية متنحية، قد يحدث أيضًا في حاملي طفرة تاي-ساكس، على الرغم من أن الادراج أقل تواترًا بكثير من متماثلي الزيجوت.   شذوذ ألدر-رايلي لا يشخص أي اضطراب ولا يرتبط بخطورة المرض.  تعمل خلايا الدم البيضاء المتضررة بشكل طبيعي. تظهر صبغة ألدر-رايلي المشتملة على اللون البنفسجي عند معالجتها بصبغة رايت-جيمزا، وفي حالة داء عديد السكاريد المخاطي، تُصبغ بشكل متبدل اللون باستخدام أزرق التولويدين. لا يتم رؤية تلطيخ متبدل اللون في مرض تاي ساكس. تميل الحبيبات إلى أن تكون مستديرة أو على شكل فاصلة وقد تكون محاطة بمساحة خالية في السيتوبلازم.